# Never Too Young
Never Too Young (1965–1966) – amerykańska opera mydlana w reżyserii Bruce'a Minnixa. Wyprodukowany przez Conson Studios, Inc.
Światowa premiera serialu miała miejsce 27 września 1965 roku na antenie ABC. Ostatni odcinek serialu został wyemitowany 24 czerwca 1966 roku.

## Obsada
- Merry Anders jako ciocia Alice
- Michael Blodgett jako Tad
- Jan Clayton jako panna Porter
- Pat Connelly jako Barbara
- Tony Dow jako Chet
- Joy Harmon jako dziewczyna Cheta
- Robin Grace jako Joy
- John Lupton jako Frank
- Dack Rambo jako Tim
- Tommy Rettig jako Jo Jo
- Carol Sydes jako Susan
- David Watson jako Alfy
- Patrice Wymore jako Rhoda